# Les Tortues Ninja 2 : Les héros sont de retour
Pour les articles homonymes, voir Tortue (homonymie) et Ninja (homonymie).
Série Les Tortues Ninja
Les Tortues Ninja Les Tortues Ninja 3
Pour plus de détails, voir Fiche technique et Distribution.
Les Tortues Ninja 2 : Les héros sont de retour (Teenage Mutant Ninja Turtles II: The Secret of the Ooze) est un film américano-hongkongais de Michael Pressman sorti en 1991.

## Synopsis
Shredder, toujours vivant, s'empare du fluide radioactif qui transforma jadis les quatre tortues en mutants humanoïdes. Il désire créer de nouvelles créatures féroces qui mettront la ville à feu et à sang. Raphael, Leonardo, Michelangelo et Donatello vont tenter de l'en empêcher avec l'aide de leur amie journaliste April O'Neil, du professeur Perry et de Keno, un jeune livreur de pizza amateur d'arts martiaux.

## Fiche technique
- Titre original : Teenage Mutant Ninja Turtles II: The Secret of the Ooze
- Titre français complet : Les Tortues Ninja 2 : Les héros sont de retour[1]
- Titre français vidéo : Les Tortues Ninja 2 : le secret de la mutation
- Titre québécois : Les Tortues Ninja 2: La Solution Secrète
- Réalisation : Michael Pressman
- Scénario : Todd Langen, d'après Kevin Eastman et Peter Laird
- Photographie : Shelly Johnson
- Montage : Steve Mirkovich (de), John Wright
- Musique : John Du Prez
- Effets spéciaux : John Stephenson
- Production : David Chan, Kim Dawson, Thomas K. Gray
- Sociétés de production : Golden Harvest, New Line Cinema et Northshore Investments Ltd.
- Budget : 25 000 000 $[2]
- Langue originale : anglais
- Pays d'origine : États-Unis, Hong Kong
- Format : Couleurs - 35 mm - 1,85:1 - Son Dolby stéréo
- Genre : science-fiction, action
- Durée : 88 minutes
- Date de sortie[1] :

 États-Unis : 22 mars 1991
 France : 17 juillet 1991

## Distribution
- Mark Caso (VO : Brian Tochi ; VF : Emmanuel Jacomy ; VQ : Gilbert Lachance) : Leonardo
- Kenn Troum (VF : Emmanuel Gomès Dekset ; VQ : Benoît Rousseau) : Raphael
- Michelan Sisti (VF : Jean-François Vlérick ; VQ : Sébastien Dhavernas) : Michelangelo
- Leif Tilden (VF : Serge Faliu ; VQ : Marc Labrèche) : Donatello
- Paige Turco (VF : Céline Monsarrat ; VQ : Élise Bertrand) : April O'Neil
- Kevin Clash (VF : Michel Modo ; VQ : Hubert Fielden) : Splinter
- François Chau (VF : Jean-Claude Sachot ; VQ : Ronald France) : Shredder
- David Warner (VF : Jean-Pierre Moulin ; VQ : Hubert Gagnon) : professeur Jordan Perry
- Ernie Reyes (VF : Mathias Kozlowski ; VQ : Jacques Lussier) : Keno
- Toshishiro Obata : Tatsu
- Raymond Serra : Chef Sterns
- Mark Ginther (VO : Frank Welker) : Rahzar
- Kurt Bryant (VO : Frank Welker) : Tokka
- Kevin Nash (VF : Jean-Claude Sachot ; VQ : Ronald France) : Super Shredder

## Production

### Développement
En raison du bon succès du 1er film, une suite est rapidement envisagée. Le budget est même revu à la hausse, passant de 13,5 millions de dollars à 25 millions.
Le studio désire introduire les personnages Bebop et Rocksteady, créés pour la série d'animation Tortues Ninja : Les Chevaliers d'écaille en 1987. Les créateurs du comics original Kevin Eastman et Peter Laird s'y opposent. Ainsi, les personnages de Tokka et Rahzar sont inventés pour le film. Ce qui pourrait aussi expliquer l'absence de Krang et la présence de Tatsu depuis le premier film puisqu’il sert de bras droit à Schredder. Par ailleurs, le scénario prévoyait une fin avec un cliffhanger dans laquelle le Professeur Perry aurait révélé qu'il était en réalité un cyborg créé par les Utroms. Cependant cette fin a été abandonnée pour ne pas effrayer le jeune public.
Il était d'ailleurs question avec cette suite de faire un film moins sombre que l'original...

### Casting
Judith Hoag est écartée, selon elle, pour avoir dénoncé les risques et l'absence de protection des cascadeurs sur le tournage, et pour avoir critiqué la violence du film,. L'actrice Paige Turco reprend ainsi le rôle d'April O'Neil, remplaçant Judith Hoag qui ne fût pas très appréciée par le jeune public[source insuffisante].
François Chau enfile à son tour le casque de Shredder en remplacement de James Saito.
Le catcheur Kevin Nash joue le rôle de Super-Shredder. On a pu également voir ce colosse de 2,11 m (6′ 11″) dans le rôle du Russe dans The Punisher.
Alors que la plupart des acteurs physiques et vocaux reprennent leur rôle, Corey Feldman ne prête pas sa voix à Donatello. Il reviendra cependant pour la voix originale de Donatello dans le 3e film.
Ernie Reyes Jr., qui incarne ici Keno, était la doublure cascades de Donatello dans le premier film. Il avait séduit les producteurs par ses performances dans le film précédent.
Comme dans le 1er film, les acteurs incarnant les Tortues dans les costumes, font de petits caméos sans costume : Leif Tilden (Donatello) est ainsi un membre des Foot, Mark Caso (Leonardo) est un employé du journal qui dit à April qu'un certain Donatello l'appelle par téléphone et Michelan Sisti (Michelangelo) joue l'homme dans SoHo parlant à April quand elle rentre chez elle.

### Tournage
Comme pour le premier film, le tournage a eu lieu principalement en Caroline du Nord. Des décors de New York ont notamment été recréés dans les North Carolina Film Studios.
L'entrée de l'immeuble d'April est en réalité celui de la société Jim Henson's Creature Shop, qui a réalisé les animatroniques des deux films.

## Bande originale
Bandes originales par Les Tortues Ninja
Les Tortues Ninja
(1990) Les Tortues Ninja 3
(1993)
Comme pour le premier film, un album orienté rap et techno est sorti comme bande originale du film. Le rappeur américain Vanilla Ice y est présent avec le morceau Ninja Rap, qu'il interprète lui-même dans la scène de la discothèque.

### Liste des titres
1. Awesome (You Are My Hero) - Ya Kid K
2. Ninja Rap - Vanilla Ice
3. Find The Key To Your Life - Cathy Dennis feat. David Morales
4. Moov! - Tribal House
5. (That's Your) Consciousness - Dan Hartman
6. This World - Magnificent Vii
7. Creatures of Habit - Spunkadelic
8. Back to School - Fifth Platoon
9. Cowabunga - Orchestra on the Half Shell
10. Tokka and Rahzar: Monster Mix - Orchestra on the Half Shell

## Sortie
Bien que le film ait été édulcoré par rapport à la violence et au langage du premier film, ce 2e opus a été modifié et censuré de différentes façons. Au cinéma, la scène du combat d'entrée était plus longue, alors qu'elle a été raccourcie en vidéo. En Allemagne, des effets sonores de cartoon ont été rajoutés pour atténuer la violences des combats. Au Royaume-Uni, en raison de l'interdiction de posséder des Nunchakus, toutes les allusions et images ont été supprimées.

### Box-office
Le film entre la première place du box-office aux États-Unis pour son premier week-end d'exploitation. Au total, il engrangera 78 656 813 $ de recettes dans le pays. Malgré ce succès, ces résultats n'égalent pas ceux du premier volet.

## Clins d’œil
- Lorsque le Professeur Perry demande aux Tortues un verre pour y mettre le fluide mutagène, on lui donne un verre à l’effigie de Bart Simpson[5]. Comme les Tortues, il aime employer l'expression « Cowabunga ».
- Quand les Tortues découvrent Tokka et Rahzar, Michelangelo dit « Didn't we see these guys on WrestleMania? » (« On ne les a pas déjà vus dans WrestleMania ») en référence à l’événement de catch, WrestleMania. Kevin Nash, qui interprète le Super-Shredder, est un catcheur qui y a participé[5]. En VF, WreastleMania est remplacé par "Canal-", une référence a Canal+.

## Autour du film
- Les armes originales des tortues sont très peu utilisées dans les scènes de combat, en raison des protestations des syndicats de parents concernant la violence des combats du premier film. Ainsi les nunchakus de Michelangelo ont été remplacés par des chapelets de saucisses.
- Dans la version française, Shredder dit que les animaux qui vont être transformés en Rahzar et Tokka sont respectivement un loup et une prétendue « tortue-hérisson ». Cette dernière n'existe pas, la race de l'animal étant une Macrochelys temminckii, plus communément appelée tortue-alligator.